# Arces-Dilo
Pour les articles homonymes, voir Arces.
Arces-Dilo est une commune française située dans le département de l'Yonne, en région Bourgogne-Franche-Comté. Ses habitants sont appelés les Arçois et les Arçoises.

## Géographie
La commune se compose des villages d'Arces et de Dilo. Elle appartient à l'arrondissement de Sens (Yonne) ainsi qu'au canton de Cerisiers et a une surface totale de 27,02 km2 et une altitude de 250 mètres environ.

### Géologie
Le sol de la région est riche en minerai de fer. On y trouve de nombreux ferriers antiques de toutes tailles (le ferrier de Tannerre-en-Puisaye est l'un des plus grands ferriers d'Europe) dont certains ont livré des vestiges pré-romains et gallo-romains. L'un d'eux sur Dilo contenait un cintre en briques rectangulaires plates.

### Climat
Pour des articles plus généraux, voir Climat de la Bourgogne-Franche-Comté et Climat de l'Yonne.
En 2010, le climat de la commune est de type climat océanique dégradé des plaines du Centre et du Nord, selon une étude du Centre national de la recherche scientifique s'appuyant sur une série de données couvrant la période 1971-2000. En 2020, Météo-France publie une typologie des climats de la France métropolitaine dans laquelle la commune est exposée à un climat océanique altéré et est dans une zone de transition entre les régions climatiques « Nord-est du bassin Parisien » et « Lorraine, plateau de Langres, Morvan ».
Pour la période 1971-2000, la température annuelle moyenne est de 10,3 °C, avec une amplitude thermique annuelle de 16,2 °C. Le cumul annuel moyen de précipitations est de 813 mm, avec 12,3 jours de précipitations en janvier et 7,8 jours en juillet. Pour la période 1991-2020, la température moyenne annuelle observée sur la station météorologique de Météo-France la plus proche, « Coulours », sur la commune de Coulours à 8 km à vol d'oiseau, est de 11,2 °C et le cumul annuel moyen de précipitations est de 786,0 mm. 
La température maximale relevée sur cette station est de 39,8 °C, atteinte le 7 août 2003 ; la température minimale est de −16,7 °C, atteinte le 2 janvier 1997,,.
Les paramètres climatiques de la commune ont été estimés pour le milieu du siècle (2041-2070) selon différents scénarios d'émission de gaz à effet de serre à partir des nouvelles projections climatiques de référence DRIAS-2020. Ils sont consultables sur un site dédié publié par Météo-France en novembre 2022.

## Urbanisme

### Typologie
Au 1er janvier 2024, Arces-Dilo est catégorisée commune rurale à habitat dispersé, selon la nouvelle grille communale de densité à sept niveaux définie par l'Insee en 2022.
Elle est située hors unité urbaine et hors attraction des villes,.

### Occupation des sols

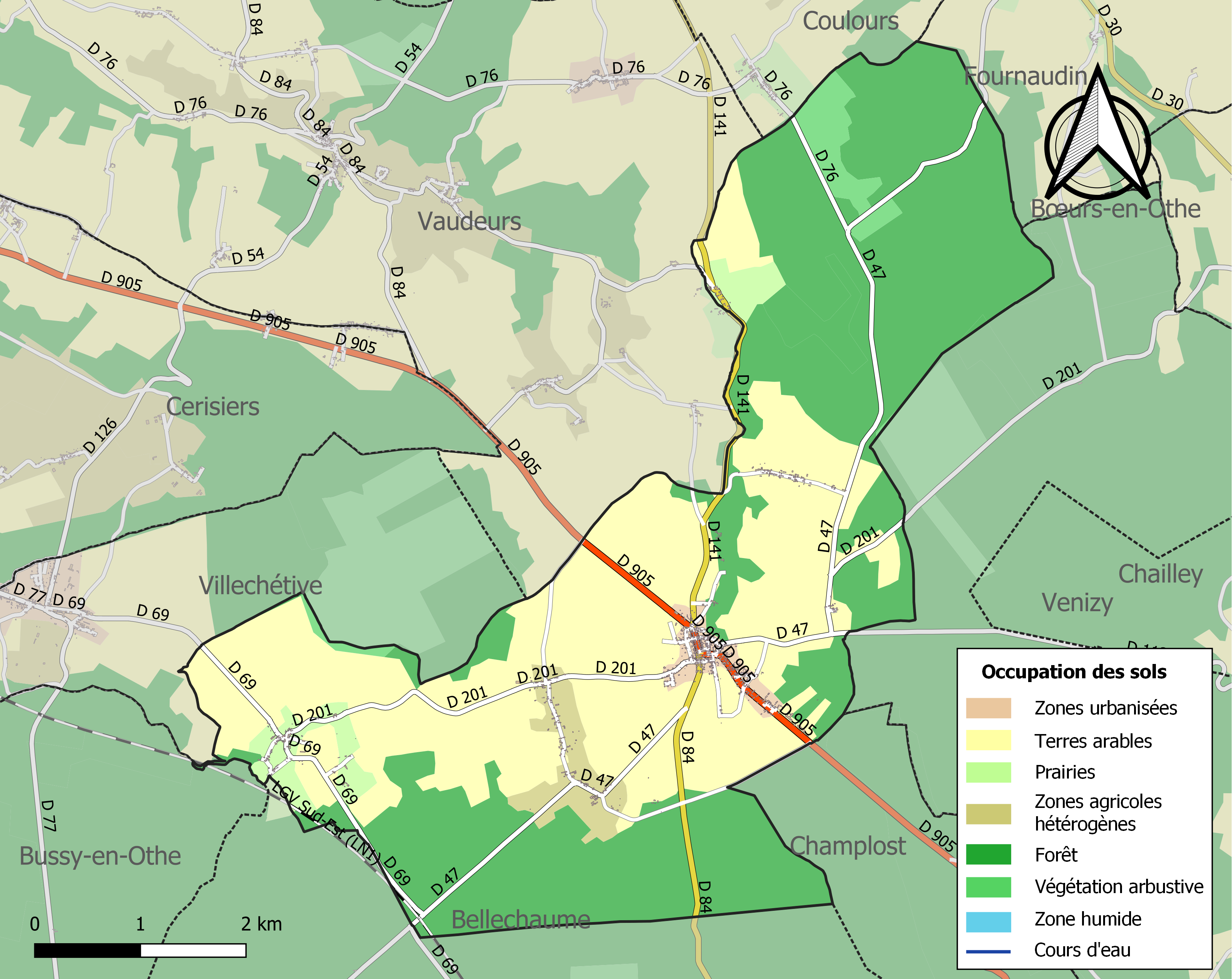
Carte des infrastructures et de l'occupation des sols de la commune en 2018 (CLC).

L'occupation des sols de la commune, telle qu'elle ressort de la base de données européenne d’occupation biophysique des sols Corine Land Cover (CLC), est marquée par l'importance des forêts et milieux semi-naturels (51,8 % en 2018), une proportion sensiblement équivalente à celle de 1990 (52,3 %). La répartition détaillée en 2018 est la suivante :
forêts (49,4 %), terres arables (40,8 %), prairies (3 %), zones agricoles hétérogènes (2,8 %), milieux à végétation arbustive et/ou herbacée (2,4 %), zones urbanisées (1,6 %).
L'IGN met par ailleurs à disposition un outil en ligne permettant de comparer l’évolution dans le temps de l’occupation des sols de la commune (ou de territoires à des échelles différentes). Plusieurs époques sont accessibles sous forme de cartes ou photos aériennes : la carte de Cassini (XVIIIe siècle), la carte d'état-major (1820-1866) et la période actuelle (1950 à aujourd'hui).

## Histoire
L'abbaye Notre-Dame de Dilo a existé depuis avant le Xe siècle jusqu'à la Révolution.
En 1808, fut planté à Arces un arbre en l'honneur de la naissance du roi de Rome. Cet arbre était encore présent au début du XXe siècle.

## Politique et administration
| Période        | Période        | Identité         | Étiquette | Qualité                |
| -------------- | -------------- | ---------------- | --------- | ---------------------- |
| avant 1981     | ?              | Roger Leroy      |           |                        |
| mars 2001      | juillet 2007   | Elmo Zunino      |           | décédé en juillet 2007 |
| septembre 2007 | septembre 2017 | Jacques Bézine   | DVG       | Retraité               |
| octobre 2017   | 2020           | Bernard Polisset |           |                        |
| 2020           | En cours       | Annie Bakour     |           |                        |

## Démographie
L'évolution du nombre d'habitants est connue à travers les recensements de la population effectués dans la commune depuis 1793. Pour les communes de moins de 10 000 habitants, une enquête de recensement portant sur toute la population est réalisée tous les cinq ans, les populations de référence des années intermédiaires étant quant à elles estimées par interpolation ou extrapolation. Pour la commune, le premier recensement exhaustif entrant dans le cadre du nouveau dispositif a été réalisé en 2007.

En 2022, la commune comptait 612 habitants, en évolution de −0,65 % par rapport à 2016 (Yonne : −1,95 %, France hors Mayotte : +2,11 %).
| 1793 | 1800 | 1806 | 1821 | 1831 | 1836 | 1841  | 1846  | 1851  |
| ---- | ---- | ---- | ---- | ---- | ---- | ----- | ----- | ----- |
| 644  | 736  | 725  | 762  | 854  | 916  | 1 017 | 1 044 | 1 080 |

| 1856 | 1861  | 1866  | 1872 | 1876 | 1881 | 1886 | 1891 | 1896 |
| ---- | ----- | ----- | ---- | ---- | ---- | ---- | ---- | ---- |
| 977  | 1 003 | 1 042 | 999  | 965  | 981  | 931  | 900  | 841  |

| 1901 | 1906 | 1911 | 1921 | 1926 | 1931 | 1936 | 1946 | 1954 |
| ---- | ---- | ---- | ---- | ---- | ---- | ---- | ---- | ---- |
| 805  | 712  | 685  | 651  | 659  | 586  | 600  | 631  | 634  |

| 1962 | 1968 | 1975 | 1982 | 1990 | 1999 | 2006 | 2007 | 2012 |
| ---- | ---- | ---- | ---- | ---- | ---- | ---- | ---- | ---- |
| 553  | 489  | 493  | 485  | 513  | 593  | 592  | 592  | 642  |

| 2017 | 2022 | - | - | - | - | - | - | - |
| ---- | ---- | - | - | - | - | - | - | - |
| 605  | 612  | - | - | - | - | - | - | - |

## Culture et patrimoine

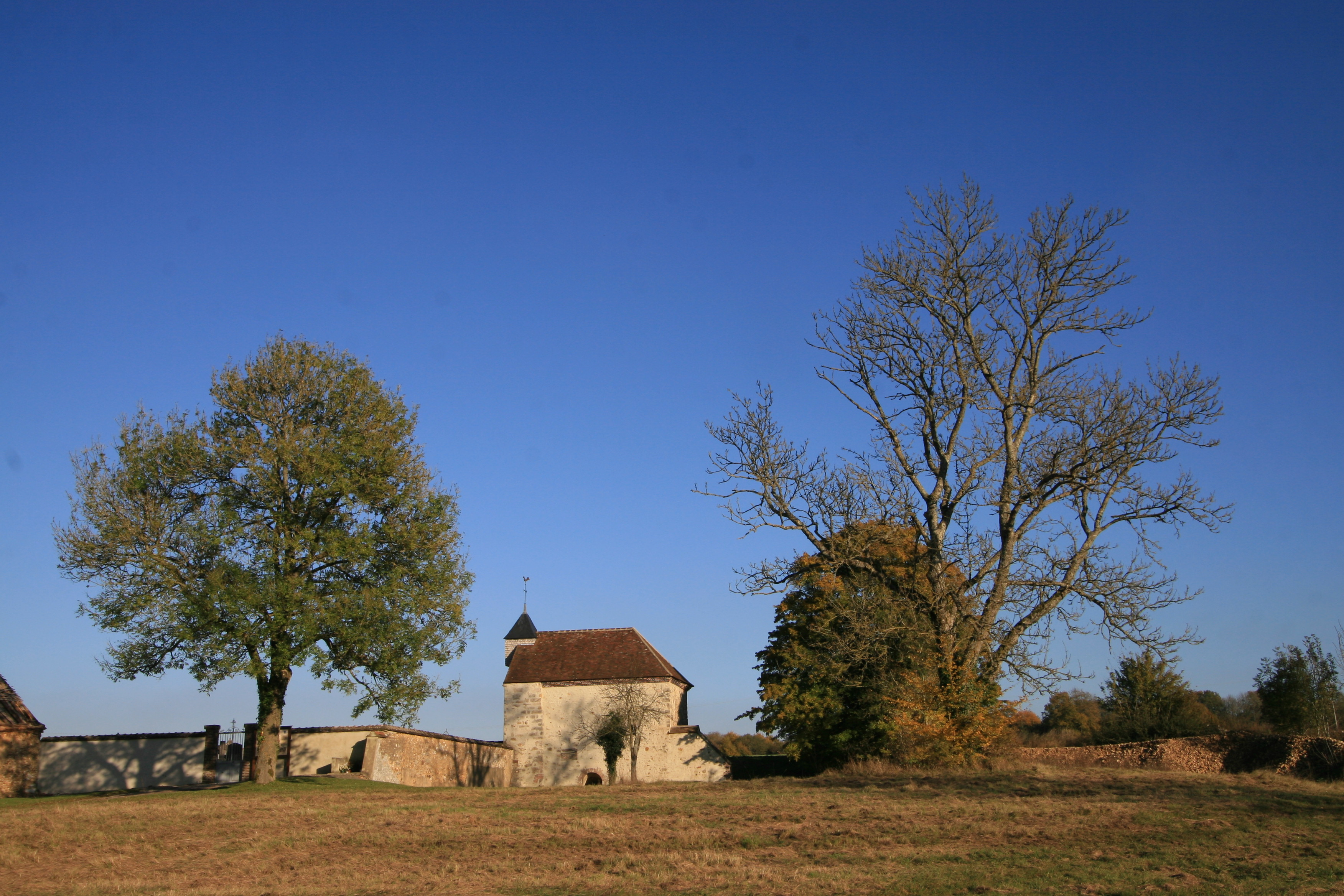
Chapelle Saint-Cartault.

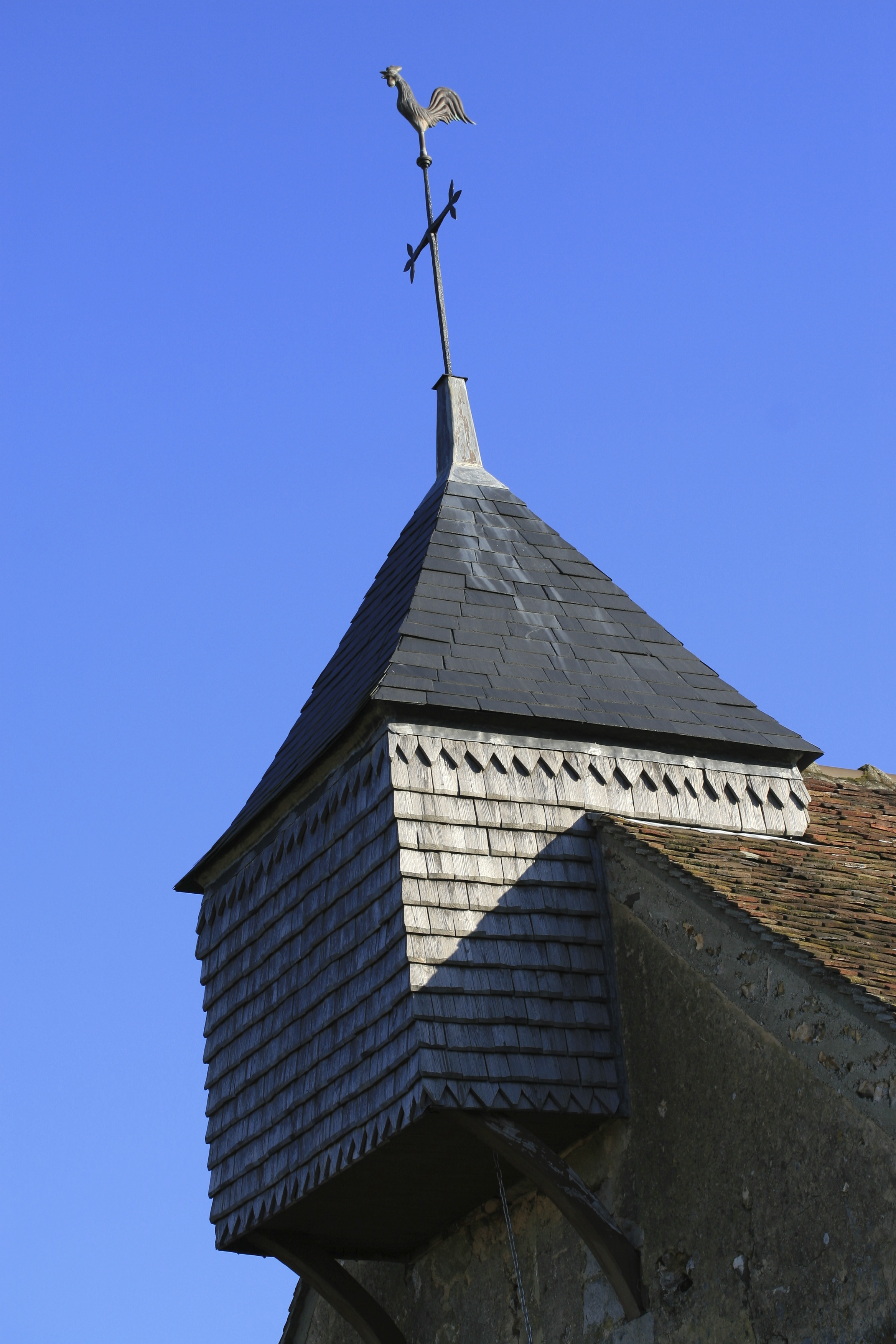
Chapelle Saint-Cartault.

### Lieux et monuments
La commune d'Arces-Dilo est la réunion depuis l'année 1977 des deux anciennes communes d'Arces et de Dilo.

#### Arces
- Église Saint-Michel, XVIIIe siècle, originale, à voûte toscane, clocher dans le style de Soufflot, grand architecte icaunais, retable figurant la conversion de saint Hubert, bannière représentant sur une face saint Ebbon et sur l'autre face saint Michel, les deux saints patrons de l'église.
- Croix de Saint-Ebbon, près des Rondeaux.
- Puits de Saint-Ebbon, réputé jadis pour la guérison des fièvres (se trouvant dans une propriété privée).

#### Dilo(Deilocus «l'endroit consacré à Dieu»)
Dilo doit son origine à une abbaye de prémontrés, l'abbaye Notre-Dame de Dilo, fondée en 1132 et enrichie de nombreuses donations princières.
Les moines y développèrent l'exploitation du fer et la sidérurgie.
Lors de son exil en France à Pontigny, Thomas Becket (Saint Thomas de Cantorbéry) séjourna à Dilo dont il consacra l'église en 1168.
- La chapelle Saint-Cartault, consacrée et ouverte au culte en 1692, est l'ancienne église paroissiale.

### Personnalités liées à la commune
- Arces garde le souvenir de saint Ebbon, évêque de Sens victorieux des Sarrasins en 731, qui y avait un ermitage. La croix de Saint-Ebbon a été restaurée en 1988.
- Eudes de Villemaur.
- Comtesse Aélis de Nevers (veuve du comte de Joigny Renard IV). Inhumée dans l'église abbatiale de Dilo, son tombeau se trouve à présent dans l'église de Joigny.

### Environnement
La commune inclut deux ZNIEFF :
- la ZNIEFF de la forêt domaniale de Courbépine[21] a une surface de 1 019 ha, répartis sur les communes de Arces-Dilo, Bellechaume et Bussy-en-Othe. Son habitat déterminant est la forêt ;
- la ZNIEFF de la forêt d'Othe et ses abords[22], qui englobe 29 398 ha répartis sur 21 communes[23]. Le milieu déterminant est la forêt ; on y trouve aussi eaux douces stagnantes, landes, fruticées, pelouses et prairies.

### Héraldique
| Blason de Arces-Dilo | Blason  | Parti ; au premier de sable a un clocher d'argent mouvant d'un buisson du même, lui-même mouvant de la partition, accompagné en pointe d'un plan d'eau d'azur bordé de quatre arbres d'argent, et chargé d'un oiseau en vol du champ ; au second de sinople à un cerf de sable courant devant deux arbres d'argent, accompagné en pointe d'une pomme de gueules tigée et feuillée d'argent, les feuilles remplies du champ. |
| Blason de Arces-Dilo | Détails | Le statut officiel du blason reste à déterminer. |

## Pour approfondir